# Барбути, Рэй
Рэймонд Джеймс «Рэй» Барбути (англ. Raymond James "Ray" Barbuti; 12 июня 1905, Нью-Йорк, Нью-Йорк — 8 июля 1988, Питсфилд, Массачусетс) — американский легкоатлет, специалист по бегу на короткие дистанции. Дважды чемпион летних Олимпийских игр в Амстердаме, рекордсмен мира, победитель национального первенства. Также известен как игрок в американский футбол, футбольный рефери. Участник Второй мировой войны.

## Биография
Рэй Барбути родился 15 июня 1905 года в Бруклине, Нью-Йорк.
Во время учёбы в старшей школе в Лоренсе округа Нассо играл в футбол на позиции фуллбэка. Установил рекорд штата Нью-Йорк, сделав восемь тачдаунов в одном матче.
Поступив в Сиракузский университет, продолжил играть в футбол, а также стал членом местной легкоатлетической команды. Был защитником университетской команды «Сиракьюс Орандж» в 1926, 1927 и 1928 годах, неоднократно принимал участие в различных студенческих соревнованиях по лёгкой атлетике, в частности в 1928 году одержал победу в беге на 400 метров на межуниверситетском чемпионате IC4A. Также в этом году в той же дисциплине в первый и единственный раз выиграл американское национальное первенство AAU, преодолев дистанцию за 51,4 секунды.
Благодаря череде удачных выступлений удостоился права защищать честь страны на летних Олимпийских играх 1928 года в Амстердаме. В беге на 400 метров финишировал в решающем забеге первым с результатом 47,8 секунды — тем самым завоевал золотую олимпийскую медаль, став здесь единственным американцем, победившим в индивидуальной беговой дисциплине. В программе эстафеты 4 × 400 метров вместе со своими соотечественниками установил мировой рекорд (3:14,2) и тоже получил золото. Позже в том же году в рамках матчевой встречи со сборной Британской Империи улучшил мировой рекорд в эстафете 4 × 400 метров, показав время 3:13,4.
В ходе Второй мировой войны служил в Военно-воздушных силах Армии США, находился в расположении 83-й бомбардировочной эскадрильи. Запомнился участием в организации соревнований по лёгкой атлетике в Ливии между американскими, британскими и австралийскими военными, был тренером американской команды по бегу. Награждён Медалью военно-воздушных сил и Бронзовой звездой.
Уволившись из армии в звании майора, впоследствии занимал должность заместителя директора Комиссии по гражданской обороне штата Нью-Йорк, был директором Офиса подготовки к стихийным бедствиям штата Нью-Йорк.
Проявил себя как футбольный рефери, в этом амплуа принял участие в более чем 500 играх на университетском уровне.
Умер 8 июля 1988 года в Питсфилде, штат Массачусетс, в возрасте 83 лет.